# Robert Stewart (maître d'Atholl)
Pour les articles homonymes, voir Robert Stewart et Stewart.
Robert Stuart (mort en 1437) est un noble écossais, petit-fils de Walter Stuart, 1er comte d'Atholl.
Walter Stuart, fils de Robert II d'Écosse, se laisse entraîner dans un complot mené par des nobles et son petit-fils pour le porter au trône. Cette conspiration aboutit au meurtre du roi Jacques Ier le 21 février 1437. Les conjurés sont immédiatement arrêtés sur ordre de la reine Jeanne Beaufort. Robert et son grand-père sont déchus de leurs titres, torturés et exécutés le 26 mars 1437.